# Sayavush Aslan
Sayavush Aslan (en azerí: Səyavuş Aslan) fue actor de teatro y de cine de Azerbaiyán, Artista del Pueblo de la RSS de Azerbaiyán (1982).

## Biografía
Sayavush Aslan nació el 5 de septiembre de 1935 en Bakú. Durante mucho tiempo fue el actor del Teatro de Música Estatal Académico de Azerbaiyán. En los años 1994-1996 fue el director artístico del teatro. Desde 1984 trabajó en el Teatro Académico Estatal de Drama de Azerbaiyán. Se le concedió la Orden Shohrat en 1995 y la Orden Sharaf en 2013.
Sayavush Aslan murió el 27 de junio de 2013 en Bakú y fue enterrado en el Segundo Callejón de Honor.

## Filmografía
- 1963 – “¿Dónde está Ahmed?”
- 1963 – “Romeo es mi vecino”
- 1964 – “Ulduz”
- 1974 - “La risa de actriz”
- 1980 - “Evento de tráfico”
- 1983 -  “Profesor de música”
- 1983 - “Quiero casarme”
- 1985 – “El robo del novio”
- 1987 - “El hombre con gafas”
- 1991 - “Hola desde el otro mundo”
- 1993 – “El tren rojo”
- 1994 – “Mi ciudad blanca”
- 1999 - “El hombre con gafas - 2”
- 2001 – “Yo soy tu tío”
- 2001 – “Sueño”
- 2002 – “Haji Qara”

## Premios y títulos
- Artista de Honor de la RSS de Azerbaiyán (1974)
- Artista del Pueblo de la RSS de Azerbaiyán (1982)
- Orden Shohrat (1995)
- Diploma de Honor de Presidente (2010)[4]
- Orden Sharaf (2013)